# Сенсорні системи котів
Се́нсорні систе́ми дуже важливі для котів. Основні сенсорні системи — це зір, слух, відчуття рівноваги, нюх та смак, і дотик.

## Система зору

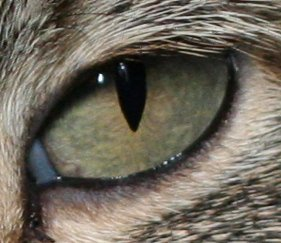
Око кота

Система зору за своєю важливістю посідає перше місце. Коти мають стереоскопічний зір.
Коти чудово бачать в умовах слабкого освітлення. За сітківкою ока у них розташовується особливий шар — тапетум, що відбиває додаткове світло від зовнішніх джерел на сітківку. Завдяки тапетуму та іншим механізмам, чутливість ока кота до світла в 7 разів вище, ніж у людини, тому коти можуть добре бачити навіть при слабкому освітленні, але при яскравому світлі вони бачать гірше людини. У тиху безвітряну ніч світіння очей кота видно на відстані до 80 м. Промінь світла, що потрапив в око, в більшості котів відбивається жовто-зеленим кольором, у синьооких — червоним. Варіація кольору котячих очей під час їх фотографування зі спалахом також обумовлена тапетумом. Всупереч поширеній помилці, в абсолютній темряві коти бачити не можуть.
Спереду ока судинна оболонка й сітківка відсутні. Тут знаходиться оптична система ока, основу якої становить кришталик і склисте тіло. Ця система служить для відбиття променів і для одержання зображення на сітківці. Кришталик — це прозоре тіло, що має форму двоопуклої лінзи. Він здатний до акомодації — зміни своєї форми завдяки війковому м'язу, що оточує його. Особливістю будови ока кота є центральна ямка у формі диска.
Орган зору має допоміжний апарат, що складається з повік з віями, слізного апарата й окорухових м'язів. Окорухові м'язи з'єднані з очним яблуком і кістками черепа. Вони забезпечують рух очного яблука.
У кота верхня й нижня повіки закривають око, щільно прилягаючи до його поверхні. Верхня й нижня повіки являють собою шкірно-м'язові складки, між якими розташовується поперечна щілина вік. Верхні повіки більш розвинені й рухливі. Вії верхніх повік численніші. Вії нижніх повік виражені неясно. На внутрішньому ребрі повік є залози (тар-сальні, або мейбомові), які виділяють секрет (очне змащення), що змазує рогівку й краї повік. Внутрішня поверхня повік вкрита кон'юнктивою, яка з повік переходить у кон'юнктиву очних яблук.
Зволожується очне яблуко за допомогою рідини, що виробляється слізними залозами, розташованими у верхньобоковій зовнішній частині очної ямки. У кутку ока, в 3—4 мм від краю, виступає невеликий слізний горбок, з боків якого на кожній з повік відкриваються маленькі щілиноподібні слізні точки. Вони є початком слізних канальців. Слізні канальці з'єднуються в слізний мішечок. Слізний мішечок спускається вниз і переходить у слізно-носовий канал. Останній відкривається в прохід носової порожнини. Слізна рідина містить антибактерицидний фермент — лізоцим.
У внутрішньому куті очей кота можна побачити мигальну перетинку — третю пару повік. Ця тонка плівка білуватого кольору являє собою складку кон'юнктиви, у якій знаходиться залоза (Гардерова). Залоза виділяє секрет, що змазує й очищає рогівку. Треті повіки містять волокнистий хрящ, який має вигляд пластинки. Звичайно мигальну перетинку можна помітити лише тоді, коли кіт хворий або дуже втомився.
Нерухомі і близько розташовані предмети кіт сприймає гірше, ніж рухомі.

## Система слуху

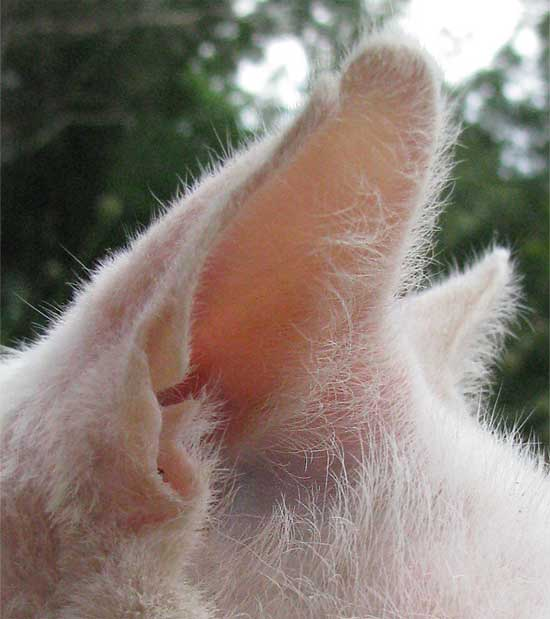
Вухо кота

Слух відіграє в житті кота, як припускає більшість науковців, другорядну роль. Хоча, як і раніше, є прихильники думки про його першорядну важливість, які ставлять зір на друге місце.
Орган слуху включає зовнішнє, середнє й внутрішнє вухо. Зовнішнє вухо представлене двома вушними раковинами, загостреними або заокругленими на кінцях, невеликими за розмірами і дуже рухливими. Рухливість забезпечує більше двадцяти м'язів. У порожнині середнього вуха знаходяться три слухові кісточки: молоточок, коваделко й стремінце, які відокремлюються від зовнішнього вуха барабанною перетинкою. Вони передають звуки від зовнішнього вуха (коливання барабанної перетинки) до внутрішнього вуха через овальне віконце. Порожнина середнього вуха з'єднана із глоткою через євстахієву трубу. Внутрішнє вухо представлене равликом Це спірально закручений орган, що має три канали і заповнений усередині спеціальною рідиною. У равлику є рецепторний слуховий апарат — кортіїв орган, що складається з великої кількості тонких волокон. Ці волокна виконують роль резонаторів — підсилювачів звукових коливань. При хвилях певної довжини збуджуються слухові рецептори, у яких фізична енергія звукових коливань перетворюється на нервові імпульси. З'єднуючись, рецепторні клітини утворюють слуховий нерв. Діапазон сприйняття звукових хвиль у котів дуже широкий (значно перевищує людський, усього до 20 кГц) — від 10 до 65 000 коливань, а за деяким даними — навіть до 80 000 коливань на секунду, тобто 80 кГц. Коти здатні вловити навіть ультразвук, а також найтонший писк мишей, комах та інші високочастотні звуки. Вони можуть точно розрізнити розташовані поруч два джерела звуку. Кіт здалеку довідається про прихід хазяїна за звуком кроків.

## Система рівноваги
Орган рівноваги знаходиться у внутрішньому вусі поруч із равликом. Складається з мішечків (овального й круглого) і напівкружних канальців. Заповнений рідиною (ендолімфою), а на стінках є спеціальні рецепторні клітини, що мають вигляд плям (чутливі, або рівноважні плями). Рецептори маленького мішечка збуджуються при зміні вертикального положення голови, а великого — при зміні горизонтального положення. Разом з маленькими кристалами — статолітами — вони утворюють статолітовий апарат. Переміщення кота в просторі викликає перетікання рідини в канальцях. Сигнал про переміщення надходить у головний мозок. Завдяки органу рівноваги кіт чудово орієнтується в просторі й зберігає рівновагу, коли ходить по краях дахів, парканів, по гілках дерев, по вузьких парапетах за вікном. Завдяки вестибулярному апарату кіт при падінні в польоті може змінити положення тіла й приземлитися на лапи.

## Система нюху й смаку
Нюх у котів слабший, ніж у собак, однак сильніший, ніж нюх людини. Нюхові рецептори знаходяться у носі на невеликій ділянці. Між ними знаходяться опорні клітини, що виробляють слиз. На поверхні рецепторних клітин розташовано по 10-12 волосків, які реагують на ароматичні молекули.
Крім цих рецепторів, у котів є додатковий орган нюху — Якобсонів орган. Він являє собою два тонкі канальці завдовжки не більше сантиметра, які беруть початок у ротовій порожнині й тягнуться уздовж піднебіння. Якобсонів орган служить одночасно й органом смаку. Його отвір знаходиться в піднебінні за передніми різцями. Кіт відкриває рот і втягує повітря, щоб скористатися цим органом. При цьому трохи піднімає верхню губу й ніс. Створюється враження, що тварина чимось невдоволена. Насправді кіт в цей момент повністю зосереджений на якомусь запаху. Котів приваблюють запахи деяких рослин: валеріани, чебрецю, котячої трави. Це можна використати при дресируванні. Різкі запахи коти здебільшого не переносять. Наприклад, вони не переносять запах лимонної та апельсинової шкірки, рути садової.
Смакові цибулини (рецепторні клітини разом з опорними) розташовуються в слизовій оболонці ротової порожнини та язика. На язиці їх значно більше. Із зовнішнього боку смаковий рецептор контактує з речовинами їжі, інший кінець занурений у товщу язика й пов'язаний із двома типами нервових волокон. Живуть смакові цибулини недовго, відмирають і замінюються новоутвореними. Вони розміщені нерівномірно на поверхні язика, певними групами, й утворюють смакові зони, чутливі в основному до певних смакових речовин. Коти добре розрізняють на смак різні речовини: кислі, солоні, гіркі й інші. Існує припущення, що вони гірше розпізнають солодкий смак. Особливу пристрасть коти мають до смаку валеріани. Природа цього потягу не вивчена.
Сьогодні існує стереохімічна теорія сприйняття запахів і смаків. Молекули пахучих і смакових речовин мають певну форму й вступають у реакцію тільки з певними рецепторними клітинами, які мають відповідну просторову будову. У такий спосіб виникають нюхові й смакові відчуття.

## Система дотику

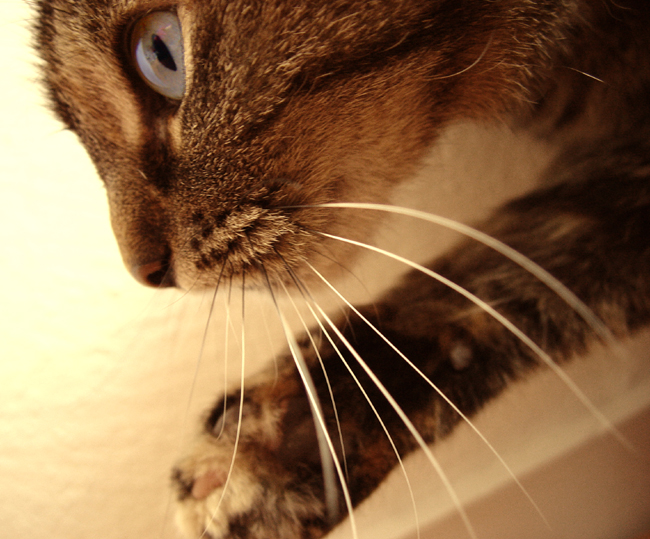
Вуса кота

Система дотику представлена особливими й чутливими до дотику волосками — вібрисами. Вібриси — це довгі й місцями дуже тверді волоски, що ростуть на верхній і нижній губі (до 30 волосків), навколо очей (до 12), на вилицях (по 2) і зовнішньому боці передніх лапок (до 6). Коріння їх знаходяться глибоко в шкірі на ділянках, багатих на нервові закінчення. Вони занурені в наповнений кров'ю мішечок — синус. На стінці синуса знаходяться дотикальні тільця, які збуджуються при русі чутливих волосків. Завдяки рівномірному поширенню хвилі стискання в кров'яному мішечку (гідравлічний принцип) при одному русі чутливого волоска збуджуються нервові клітини, тому для виникнення реакції досить навіть легкого дотику. Найпомітніші вібриси на вилицях — «вуса». Це органи механічного сприйняття. Вони одержують сигнали й інформацію у вигляді найменшої вібрації потоків повітря. Кіт рухає вусами завдяки наявності коротких невеликих мускулів, розташованих біля самих коренів. За положенням вусів можна довідатися про настрій кота. Наприклад, коли він наляканий або захищається, вуса відведені назад і притиснуті до голови.
Коти не безпомічні в повній темряві й можуть пересуватися, нічого не зачіпаючи. Повітряні хвилі, що виникають при пересуванні кота, відбиваються від предметів, що розташовані поблизу. Лапами коти відчувають ледь помітні коливання підлоги, ґрунту. Волоски навколо очей в основному виконують захисну функцію.
Особливу роль у дотику відіграє й усе тіло котів. Дотикальну функцію виконують також кінчик язика, подушечки лапок.